# Sputnik 8
Sputnik 8 byla startovací plošina pro sondu Veněra 1 k Venuši. Byla to identická kopie neúspěšného Sputniku 7 s drobnými úpravami na 4. stupni rakety Molnija.